# Palaemnema azupizui
Palaemnema azupizui is een libellensoort uit de familie van de Platystictidae, onderorde juffers (Zygoptera).
De wetenschappelijke naam van de soort is voor het eerst geldig gepubliceerd in 1931 door Calvert.